# Frank D. Selke
Frank D. Selke, fils de Frank J. Selke, fut membre de la direction des Canadiens de Montréal, président des Golden Seals et commentateur sportif à Hockey Night in Canada à CBC.

## Biographie
De 1951 à 1965, Frank D. Selke est directeur de la publicité des Canadiens de Montréal.
Bien qu'il apparaisse sur la photo d'équipe de six éditions championnes des Canadiens de Montréal, son nom n'est pas inscrit sur la coupe Stanley.
Durant les années 1960, Frank D. Selke est commentateur sportif à Hockey Night in Canada, à la radio et à la télévision.
À partir de 1967, Frank D. Selke est président de l'équipe d'expansion Golden Seals d'Oakland. Il est directeur général des Golden Seals quand ils deviennent les Golden Seals de la Californie.
À partir de 1969 et jusqu'à sa mort, Frank D. Selke est ambassadeur pour les Olympiques spéciaux.
En 1971, Frank D. Selke persuade président Charles Finley, président des Golden Seals de la Californie, de céder son premier choix de repêchage et François Lacombe aux Canadiens de Montréal contre le premier choix des Canadiens de Montréal de 1970 et du vétéran Ernie Hicke.
Vers la fin de la saison 1970-1971, le directeur général du Canadien cède Ralph Backstrom aux Kings de Los Angeles qui menacent de terminer au dernier rang de la LNH, derrière les Golden Seals, ce qui permet aux Kings de devancer les Golden Seals au classement et aux Canadiens de Montréal de repêcher Guy Lafleur au premier rang en 1971.
En 1971, Frank D. Selke quitte le poste de directeur général des Golden Seals.
En 1991, Frank D. Selke reçoit le prix du bénévole de l'année.